# ايغوري بانكرانجيفاس
ايغوري بانكرانجيفاس (9 أغسطس 1964 بكاوناس في ليتوانيا - ) هو مدرب كرة قدم ولاعب كرة قدم ليتواني (وحمل سابقاً جنسية الاتحاد السوفيتي) في مركز الوسط. شارك مع منتخب ليتوانيا لكرة القدم. أما مع النوادي، فقد لعب مع دينامو كييف ودينامو موسكو وزوريا لوهانسك وكاريدا كاوناس ونادي جالغيريس ونيفا ترنوبل وFC Nyva Myronivka ‏ وFC Podillya Khmelnytskyi ‏ وFK Neris Vilnius ‏ ووستفاليا هيرنه ‏ ونادي هسن كاسل.

## روابط خارجية
- ايغوري بانكرانجيفاس على موقع اتحاد أوكرانيا (الإنجليزية)
- ايغوري بانكرانجيفاس على موقع ناشيونال فوتبول تيمز (الإنجليزية)